# Gigi Sammarchi
Pierluigi Sammarchi, detto Gigi (Bologna, 2 novembre 1949), è un attore e comico italiano.

## Biografia
Dopo la laurea in Pedagogia ha intrapreso la carriera nel mondo dello spettacolo, dando vita con Andrea Roncato al duo Gigi e Andrea. I loro primi spettacoli con canzoni satiriche sono in scena alla Osteria delle Dame frequentata da Francesco Guccini che poi alcune di queste canzoni, come La fiera di San Lazzaro, inserisce nel suo album Opera buffa. Nel 1977 debutta in Rai con lo spettacolo legato alla Lotteria Italia Io e la Befana, insieme a Raimondo Vianello e Sandra Mondaini, mentre nel 1980 fa parte del cast di C'era due volte, per la regia di Enzo Trapani. L'anno successivo lavora nel programma condotto da Loretta Goggi, intitolato Hello Goggi. Nel 1984 ottiene un buon successo su Canale 5 per tre anni consecutivi grazie a Premiatissima, lo show con Johnny Dorelli e Ornella Muti, dove, con Andrea Roncato, forma lo sketch della mamma e il figlio.
Nel 1986 Gigi e Andrea entrano nel cast di Grand Hotel, programma televisivo che vede la partecipazione di numerosi comici come Massimo Boldi, Massimo Ciavarro, Franco Franchi, Ciccio Ingrassia e Carmen Russo. Nel 1987 Gigi partecipa a Festival, condotto da Pippo Baudo e Lorella Cuccarini.
Dal 1988 al 1990 è co-protagonista della serie televisiva Don Tonino, dove interpreta il commissario Sangiorgi. Qualche anno più tardi, nel 1992, torna in televisione con Andrea Roncato per condurre il varietà estivo Il TG delle vacanze, per poi rallentare progressivamente le partecipazioni televisive fino al ritiro nel 1995.
Dopo vent'anni lontano dal cinema, nel 2008 ritorna a recitare nel film Benvenuti in amore di Michele Coppini. Dieci anni dopo prende parte come guest star a un episodio di L'ispettore Coliandro, diretto dai Manetti Bros..
il 21 marzo 2023 è stato ospite di Bellamà, una trasmissione televisiva in onda su Rai 2 raccontando un po' di aneddoti della sua vita privata. Nel 2025, nel ruolo di se stesso, è presente nel docufilm sulla storia della commedia italiana Il bar del cult, diretto da Mirko Zullo.

## Vita privata
Dopo un primo matrimonio nel 1976 con Patrizia Zecchi, nel 1995 si è sposato in seconde nozze con Patrizia Guzzi, nota in Spagna negli anni novanta per aver fatto parte del gruppo Las Mamachicho.
Attualmente vive a Marbella in Spagna. Dichiara di dedicarsi alla lettura e allo sport, in particolare alle maratone dove partecipa in prima persona e di fare solamente partecipazioni sporadiche a programmi televisivi.

## Filmografia

### Cinema
- Qua la mano, regia di Pasquale Festa Campanile (1980)
- I camionisti, regia di Flavio Mogherini (1982)
- Acapulco, prima spiaggia... a sinistra, regia di Sergio Martino (1983)
- Se tutto va bene siamo rovinati, regia di Sergio Martino (1984)
- L'allenatore nel pallone, regia di Sergio Martino (1984)
- Mezzo destro mezzo sinistro - 2 calciatori senza pallone, regia di Sergio Martino (1985)
- I pompieri, regia di Neri Parenti (1985)
- Il lupo di mare, regia di Maurizio Lucidi (1987)
- Rimini Rimini, regia di Sergio Corbucci (1987)
- Tango blu, regia di Alberto Bevilacqua (1987)
- Benvenuti in amore, regia di Michele Coppini (2008)
- Il bar del cult, regia di Mirko Zullo – docufilm (2025)

### Televisione
- Doppio misto, regia di Sergio Martino – film TV (1985)
- Don Tonino – serie TV (1988-1990)
- L'odissea, regia di Beppe Recchia – miniserie TV (1991)
- L'ispettore Coliandro – serie TV, episodio 7x01 (2018)

## Programmi televisivi
- A modo mio (Rete 1, 1977)
- Io e la Befana (Rete 1, 1978-1979)
- Domenica in (Rete 1, 1978-1979)
- C'era due volte (Rete 2, 1980)
- Tutto compreso (Rete 2, 1981)
- Hello Goggi (Canale 5, 1981)
- Risatissima (Canale 5, 1984)
- Premiatissima (Canale 5, 1984)
- Miss Mondo 1984 (Canale 5, 1984) - commentatore con Andrea Roncato per l'Italia
- Supersanremo 1985 (Italia 1, 1985)
- Grand Hotel (Canale 5, 1985-1986)
- Festival (Canale 5, 1987-1988)
- Sabato al circo (Canale 5, 1989-1990)
- Star 90 (Rete 4, 1990)
- Bellissime (Canale 5, 1990)
- Benvenuta Telecinco (Canale 5, 1990)
- Risate il Capodanno (Canale 5, 1990)
- Il Ficcanaso (Rete 4, 1991)
- Bellezze al bagno (Canale 5, 1991)
- Il Tg delle vacanze (Canale 5, 1992)
- Luna di miele (Rai 1, 1992)
- Ma mi faccia il piacere (Canale 5, 1993)
- Risate di cuore (Canale 5, 1993)
- Le cose buone della vita (Italia 7, 1994)
- Buona Domenica (Canale 5, 1994-1995)
- Regalo di Natale (Canale 5, 1995)
- Stupido Hotel (Rai 2, 2003)